# Mobile Riverine Force
Mobile Riverine Force (MRF) var ett amfibieförband som sattes upp under Vietnamkriget som ett samarbete mellan USA:s flotta och USA:s armé för att kunna verka i de stora flod- och träskområdena i södra Vietnam.

## Bakgrund
På 1960-talet hade USA:s flotta ingen erfarenhet av flodkrigföring. Det var en typ av operationer som man inte hade sysslat med sedan Amerikanska inbördeskriget. Men eftersom nästan hela den södra tredjedelen av Vietnam var genomkorsat av floder och kanaler så fanns det ett stort behov av ett amfibieförband som kunde strida och förflytta sig i den typen av terräng. Man tog därför till sig de franska erfarenheterna från Indokinakriget och började bygga upp en flottstyrka bestående av små patrullbåtar, landstigningsbåtar, torpedbåtar, svävare och monitorer. Armén ställde 2:a brigaden ur 9:e infanteridivisionen till förfogande. Det dröjde dock till 1968 innan man uppnådde full styrka.

## Historia

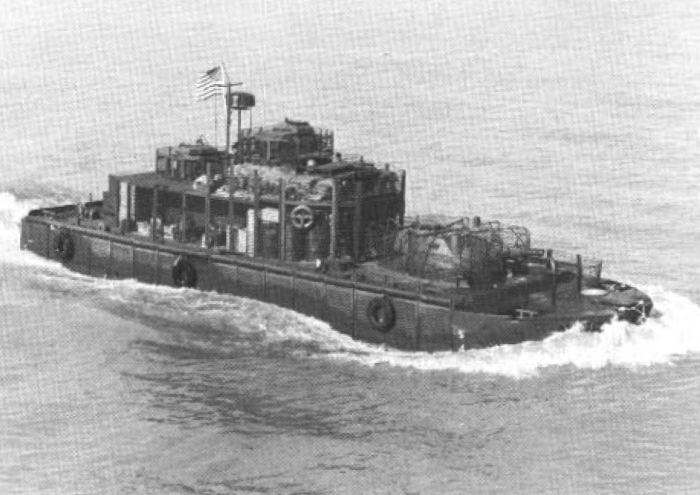
En monitor med ett stridsvagnstorn monterat på fördäck.

De första enheterna i MRF anlände till Vietnam 7 januari 1967 med USS Whitfield County. Infanterienheterna från 9:e infanteridivisionens 2:a brigad påbörjade genast sin träning i flodkrigföring. Bara två av brigadens tre bataljoner kunde dock inkvarteras på logementsfartygen. Den tredje förlades i stället tillsammans med styrkans högkvarter i Đồng Tâm. I början led MRF notorisk brist på båtar och sydvietnamesiska landstigningsbåtar lånades ofta in för träning och insatser. Trots det lyckades man med början i mars 1967 genomföra flera "sök och nedkämpa"-operationer i Mekongdeltat. Ursprungligen planerade man att landsätta artilleri för eldunderstöd, men när det visade sig att det fanns mycket få platser med tillräckligt fast mark i Mekongdeltat övergick man i stället till att basera artilleriet på flytande pråmar och pontoner i vattnet. Samma system användes även för att bygga flytande helikopterbaser. En "helikopterpråm" hade landningsplatser för två UH-1 och en tank med 5 500 liter flygbränsle. Pråmarna saknade maskineri men kunde bogseras av bogserbåtar eller LCM-8 landstigningsbåtar.
I maj 1967 gjorde MRF tillsammans med enheter från operation Game Warden den första större operationen i Mekongdeltat. Man stötte snart på hårt motstånd från FNL, men kombinationen av båtar och infanteri kunde snart omringa och besegra fienden. Den 2 juni drabbades MRF av sina första förluster när ATC-112-3 sprängdes av en mina i Chợ Gạo-kanalen. I slutet av juli drabbade MRF samman med en FNL-styrka på cirka 400 man vid Ấp Bắc. Tillsammans med enheter från ARNV dödade man över 250 fiender samtidigt som de egna förlusterna uppgick till 45 man. Från augusti till oktober 1967 rensade man mangroveskogen Rừng Sác från fientliga förband. Det resulterade inte i några större strider utan bara smärre skärmytslingar. Samtidigt gjorde man även framstötar mot Long An och Bến Tre där man drabbade samman med FNL:s 506:e bataljon. Totalt 43 FNL-soldater dödades och man avslöjade också flera vapengömmor. Senare under hösten fortsatte man framstötarna mot FNL:s 263:e bataljon i Bến Tre och Tiền Giang. Nu mötte man hårdare motstånd än tidigare och inte mindre än arton av styrkans båtar träffades av raket- eller granateld, dock utan att sjunka. Under den operationen började man att använda båtburna eldkastare genom att en M132 eldkastarbandvagn lastades ombord på en LCM-6. Eldkastarbestyckade båtar kom att bli både fruktade och hatade av FNL. Under 1967 drabbade MRF samman med FNL ytterligare två gånger; 4 december på gränsen mellan Định Tường och Đồng Tháp och en vecka senare nära Sa Đéc. Båda resulterade i svidande nederlag för FNL och stridskontakterna minskade därefter. Minskningen var dock bara tillfällig. När Nordvietnam drog igång Têt-offensiven i januari 1968 anföll FNL flera städer i södra Vietnam. I Mỹ Tho var läget kritiskt och två bataljoner från MRF behövde tre dagar för att rensa upp staden. Därefter misslyckades man med att skära av fienden vid Cai Lậy, men vid Vĩnh Long fick man napp och man lyckades tillsammans med enheter från Republiken Vietnams armé besegra en större fiendestyrka. MFR fortsatte att växa tills man i september 1968 nådde full styrka (fyra Riverine Assault Squadrons). RAS 9 och 11 opererade i östra Mekongdeltat, RAS 13 i västra och RAS 15 var en taktisk reserv som sattes in där den bäst behövdes. MRF:s tillväxt och framgångar gjorde dem till ett viktigt mål för Nordvietnams insatser. Den 4 november 1968 lyckades grodmän placera och spränga en mina under skrovet på USS Westchester County. Explosionen dödade 26 sjömän.
I januari 1969 hade FNL slutat att operera med större förband i Mekongdeltat och USA:s militärledning började överväga att överlåta MFR:s utrustning och uppgifter åt Republiken Vietnams armé. Den första februari upplöstes River Assault Division 91 och överläts till Republiken Vietnam. MRF fortsatte att patrullera Mekongdeltat under 1969, men allt mer tid lades i stället på att träna och utbilda vietnamesisk personal. I juni började 9:e infanteridivisionen att dras tillbaka från Vietnam och i december drogs även logementsfartygen tillbaka till USA.

## Båtar och fartyg

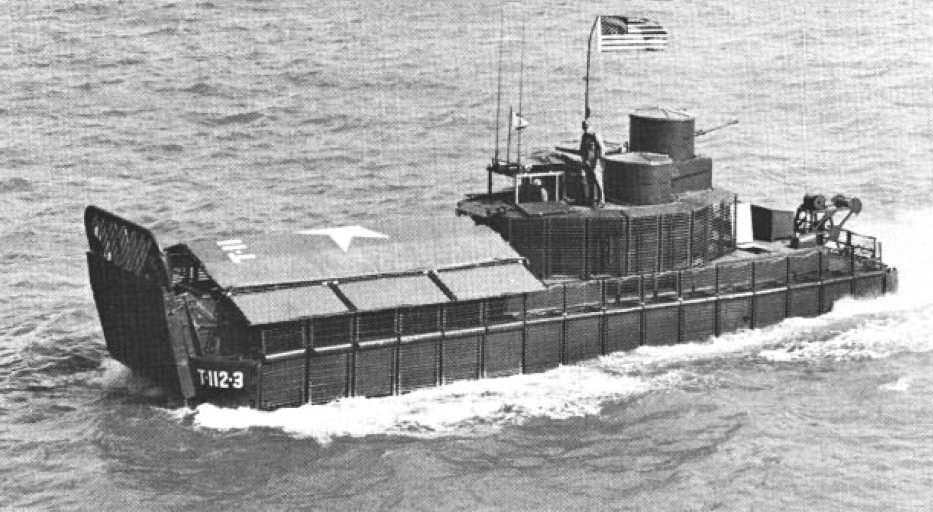
En ATC tillhörande River Aussault Division 112, 1968

### Båtar
ATC var bepansrade landstigningsbåtar som kunde transportera och landsätta en pluton. ASPB och monitorerna bidrog med tungt eldunderstöd. Man hade också ofta tillgång till PCF och PBR från operation Game Warden.
- Assault Support Patrol Boat (ASPB)
- Armored Troop Carrier (ATC)
- Monitorer

### Fartyg

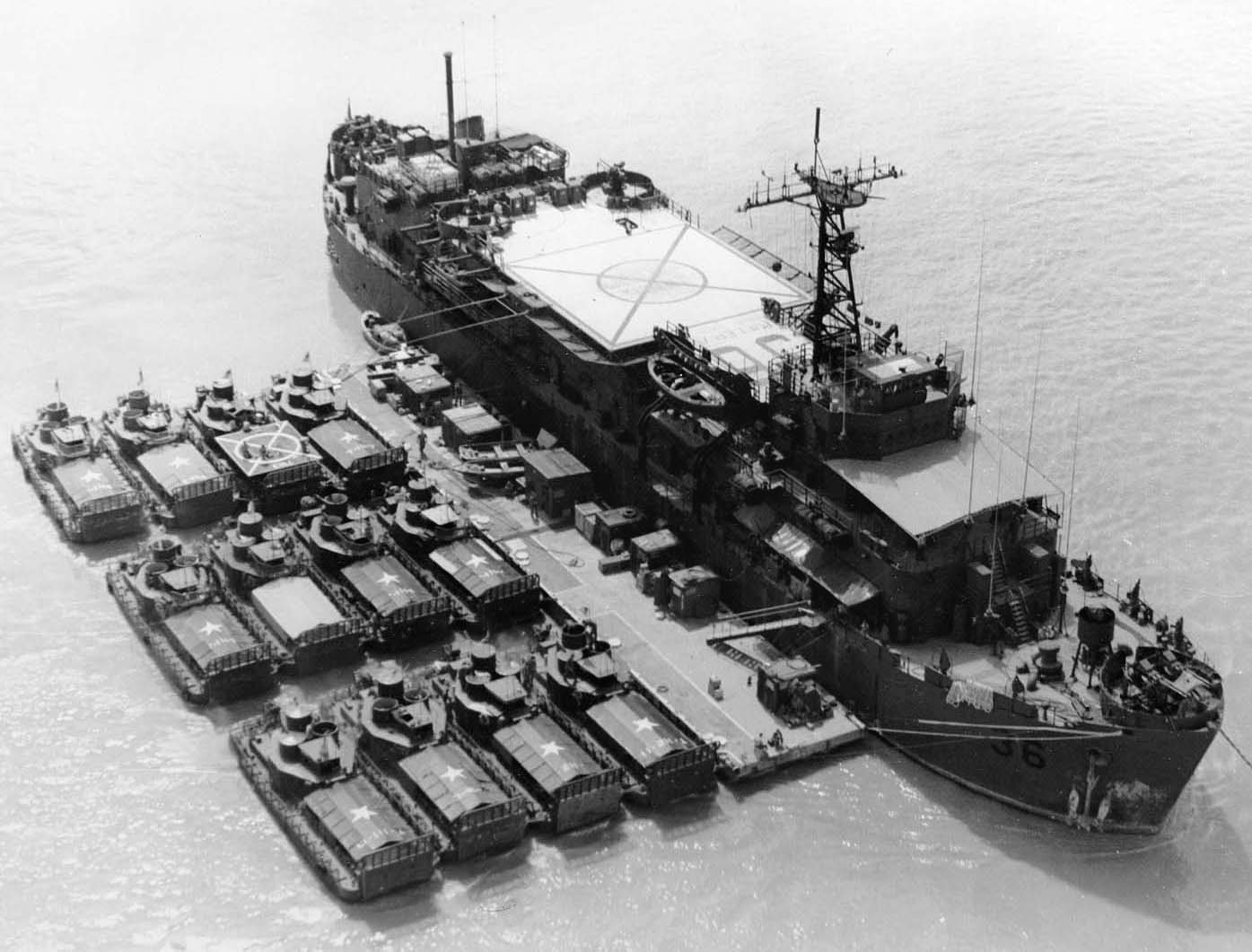
med tolv stycken ATC förtöjda vid en ponton på styrbords sida.

MRF understöddes av ett dussin större fartyg (landstigningsfartyg ombyggda till logementsfartyg eller reparationsfartyg) som användes som bas för de mindre båtarna.
- USS Benewah (APB-35) – logementsfartyg
- USS Colleton (APB-36) – logementsfartyg
- USS Mercer (APB-39) – logementsfartyg
- USS Nueces (APB-40) – logementsfartyg
- USS Satyr (ARL-23) – reparationsfartyg
- USS Sphinx (ARL-24) – reparationsfartyg
- USS Askari (ARL-30) – reparationsfartyg
- USS Indra (ARL-37) – reparationsfartyg
- USS Krishna (ARL-38) – reparationsfartyg
- USS Harnett County (AGP-821) – underhållsfartyg
- USS Brule (AKL-28) – transportfartyg
- USS Mark (AKL-12) – transportfartyg
- USS Kalispell (YTB-784) – bogserbåt
- USS Winnemucca (YTB-785) – bogserbåt

Till dessa tillkommer de LST:er från sjunde flottan som skötte transporterna till och från Đồng Tâm och logementsfartygen.
Förutom båtar och fartyg så hade MRF flytdockor för reparation och pontoner av olika storlekar som fogades samman till flytande baser. Baserna var oftast stationära men kunde flyttas med hjälp av bogserbåtar. 9:e infanteridivisionens artilleribataljon grupperades ofta på sådana pontoner för att kunna understödja infanteribataljonerna.

## Organisation

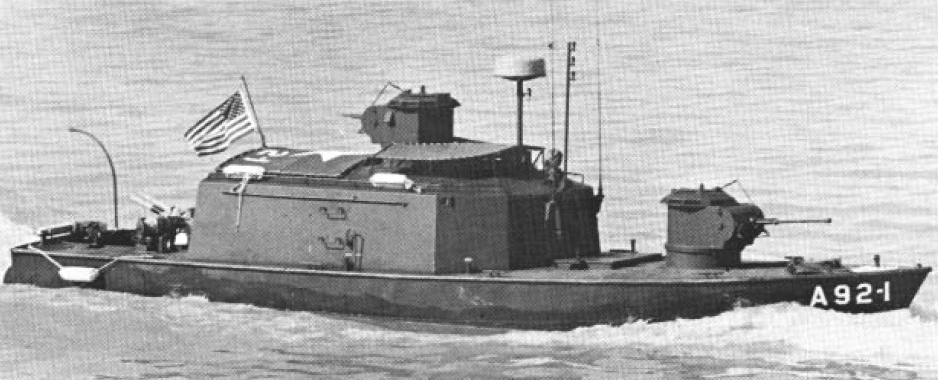
En Assault Support Patrol Boat.

MRF bestod ursprungigen av två (som mest fyra) River Assault Squadrons (RAS). En RAS bestod av 26 stycken ATC, 16 ASPB, 5 monitorer, 2 stridsledningsbåtar och en LCM-6 för bränsletransport. En RAS hade även en infanteribataljon från 9:e infanteridivisionen inkvarterade på två logementsfartyg. Helikopterdivisionen (HAL-3 Seawolves) med sina UH-1 Iroquois användes både för flygunderstöd och för transport (främst sjuktransport) medan flygdivisionen (VAL-4 Black Ponies) med sina OV-10 Broncos användes för flygunderstöd och artillerispaning.
- River Assault Flotilla 1
  - River Assault Squadron 9
    - River Assault Division 91
    - River Assault Division 92

  - River Assault Squadron 11
    - River Assault Division 111
    - River Assault Division 112

  - River Assault Squadron 13
    - River Assault Division 131
    - River Assault Division 132

  - River Assault Squadron 15
    - River Assault Division 151
    - River Assault Division 152
- River Support Squadron 7
  - Fyra logementsfartyg
  - Fyra reparationsfartyg
  - Två transportfartyg
  - Två bogserbåtar
- Helicopter Attack Squadron (Light) 3
- Light Attack Squadron 4